# 西局駅
西局駅（せいきょくえき）は、北京市豊台区にある、北京地下鉄の駅。10号線と14号線が乗り入れ、接続駅となっている。

## 歴史
- 2012年12月30日 - 10号線西局 - 巴溝間開通により、当駅が開業する。
- 2013年5月5日 - 14号線西段（張郭荘 - 西局）の開通により当駅に接続[5]。

## 駅構造

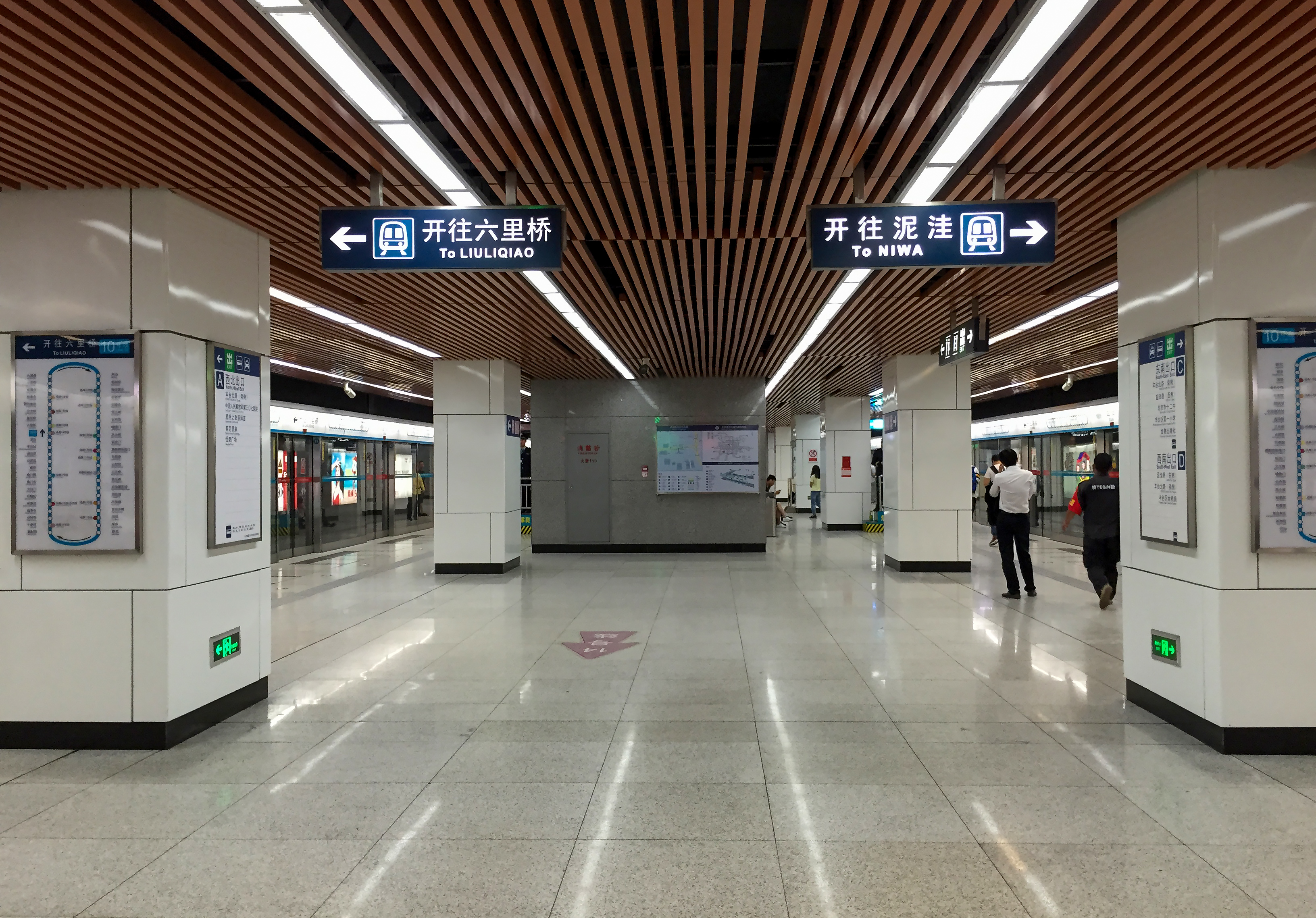
10号線ホーム

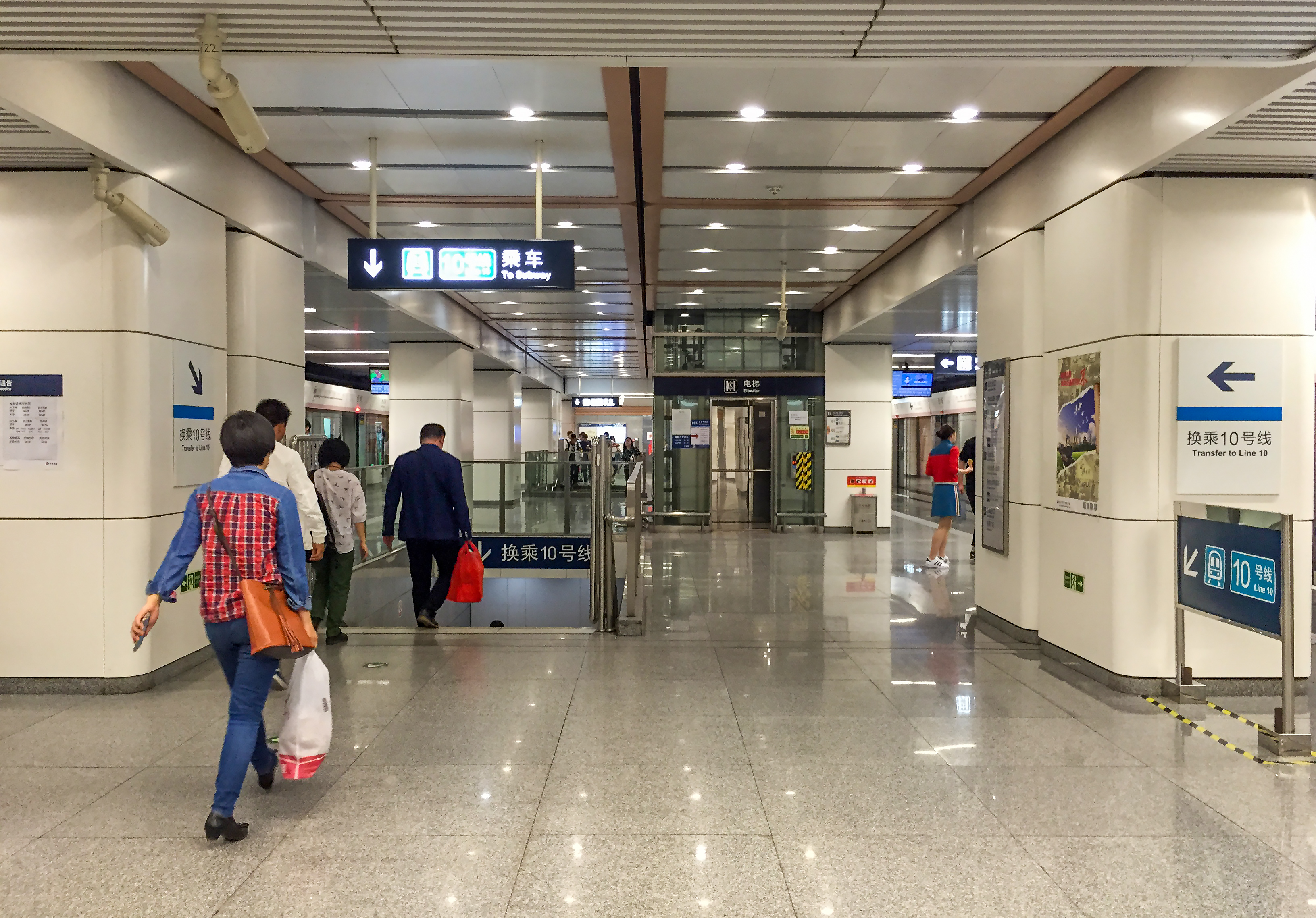
14号線ホーム

地下駅。駅真上から見るとT字の形をしており、横棒部分が14号線、縦棒部分が10号線ホームの位置となる。
地下1階が改札階、地下2階が14号線ホーム、地下3階が10号線ホームの構造。改札階コンコースは10号線・14号線で共通。ホームは両線ともに島式1面2線を有する。
出口はA・C・D・E・Fの合計5箇所設けられている。

### のりば
両路線ともに案内上ののりば番号は設定されていない。
| 10号線ホーム (B3F) | 10号線ホーム (B3F) | 10号線ホーム (B3F)           |
| ------------------ | ------------------ | ---------------------------- |
| 内回り             | 10号線             | 六里橋・公主墳・海淀黄荘方面 |
| 外回り             | 10号線             | 泥窪・草橋・宋家荘方面       |
| 14号線ホーム (B2F) |                    |                              |
| 西方向             | 14号線             | 七里荘・張郭荘方面           |
| 東方向             | 14号線             | （下車専用ホーム）           |

## 駅周辺
- BHG Mall北京華総麗澤購物中心
- 恒泰広場
- 麗澤景園
- 豊台交通支隊
- 北京市豊台区税務局

## 隣の駅
北京地下鉄
 10号線
泥窪駅 - 西局駅 - 六里橋駅
 14号線
七里荘駅 - 西局駅 - 東管頭駅